# Trzynaście dni
Trzynaście dni – amerykański film fabularny (polityczny dramat historyczny) z 2000 roku nakręcony na podstawie książki Ernesta R. Maya, opowiadający o kryzysie kubańskim z 1962 roku.

## Treść
W dniu 14 października 1962 roku zdjęcia z samolotu szpiegowskiego U-2 ujawniają, że Związek Radziecki rozmieszcza właśnie broń jądrową na Kubie.
Jeśli zostanie doprowadzona do gotowości bojowej, może ona w ciągu kilku minut unicestwić większą część wschodniego i południowego terytorium Stanów Zjednoczonych i uniemożliwić ich uderzenie odwetowe. Prezydent John F. Kennedy i jego doradcy szybko muszą stworzyć plan działania przeciw Sowietom. Kennedy jest zdecydowany pokazać, że jako przywódca jest wystarczająco silny do stawienia czoła zagrożeniu; znajduje się też pod naciskiem radykalnych generałów z Pentagonu doradzających amerykańskie działania wojskowe wymierzone w Kubę. Prezydent jednak jest temu niechętny, gdyż taka odpowiedź mogłaby spowodować odwet Moskwy w Europie (Berlin). W miarę coraz szybszego rozwoju wydarzeń konfrontacja nuklearna między supermocarstwami wydaje się prawie nieunikniona.

## O filmie
Kilkanaście najważniejszych dni tzw. kryzysu kubańskiego (16-28 października) przedstawiono z punktu widzenia Kenny’ego O’Donnella, najbliższego doradcy prezydenta Kennedy’ego. Niezwykle sugestywny, utrzymany w stylu paradokumentalnym film ukazuje ogrom i skomplikowaną naturę politycznych wysiłków zmierzających do uniknięcia III wojny światowej. Moralna wymowa zawiera się w słowach głównego bohatera: „To, czy jutro wzejdzie słońce, zależy od ludzi dobrej woli. Bez dobrej woli jest piekło”. Obok późniejszego filmu Nazajutrz („The Day After”) jest to zapewne najbardziej przejmujący obraz o grożącej ludzkości zagładzie atomowej.

## Obsada (główne postacie)
- Kevin Costner – specjalny doradca prezydencki Kenneth O’Donnell
- Bruce Greenwood – prezydent John F. Kennedy
- Steven Culp – prokurator generalny Robert F. Kennedy
- Dylan Baker – sekretarz obrony Robert McNamara
- Henry Strozier – sekretarz stanu Dean Rusk
- Tim Kelleher – prezydencki doradca Ted Sorensen
- Kelly Connell – rzecznik prasowy Pierre Salinger
- Michael Fairman – Adlai Stevenson, ambasador USA przy ONZ
- Len Cariou – Dean Acheson, dawny sekretarz stanu USA
- Bill Smitrovich – gen. Maxwell Taylor, szef połączonych sztabów
- Kevin Conway – gen. Curtis LeMay, dowódca lotnictwa
- Peter White – John McCone, szef CIA
- Elya Baskin – Anatolij Dobrynin, ambasador ZSRR w USA
- Oleg Widow – Walerian Zorin, ambasador ZSRR przy ONZ
- Olek Krupa – Andriej Gromyko, min. spraw zagranicznych ZSRR
- Boris Lee Krutonog – Aleksandr Fomin, poufny łącznik Chruszczowa
- Lucinda Jenney – Helen O’Donnell, żona prezydenckiego doradcy
- Stephanie Romanov – Jacqueline Kennedy, żona prezydenta